# Militair regime in Suriname

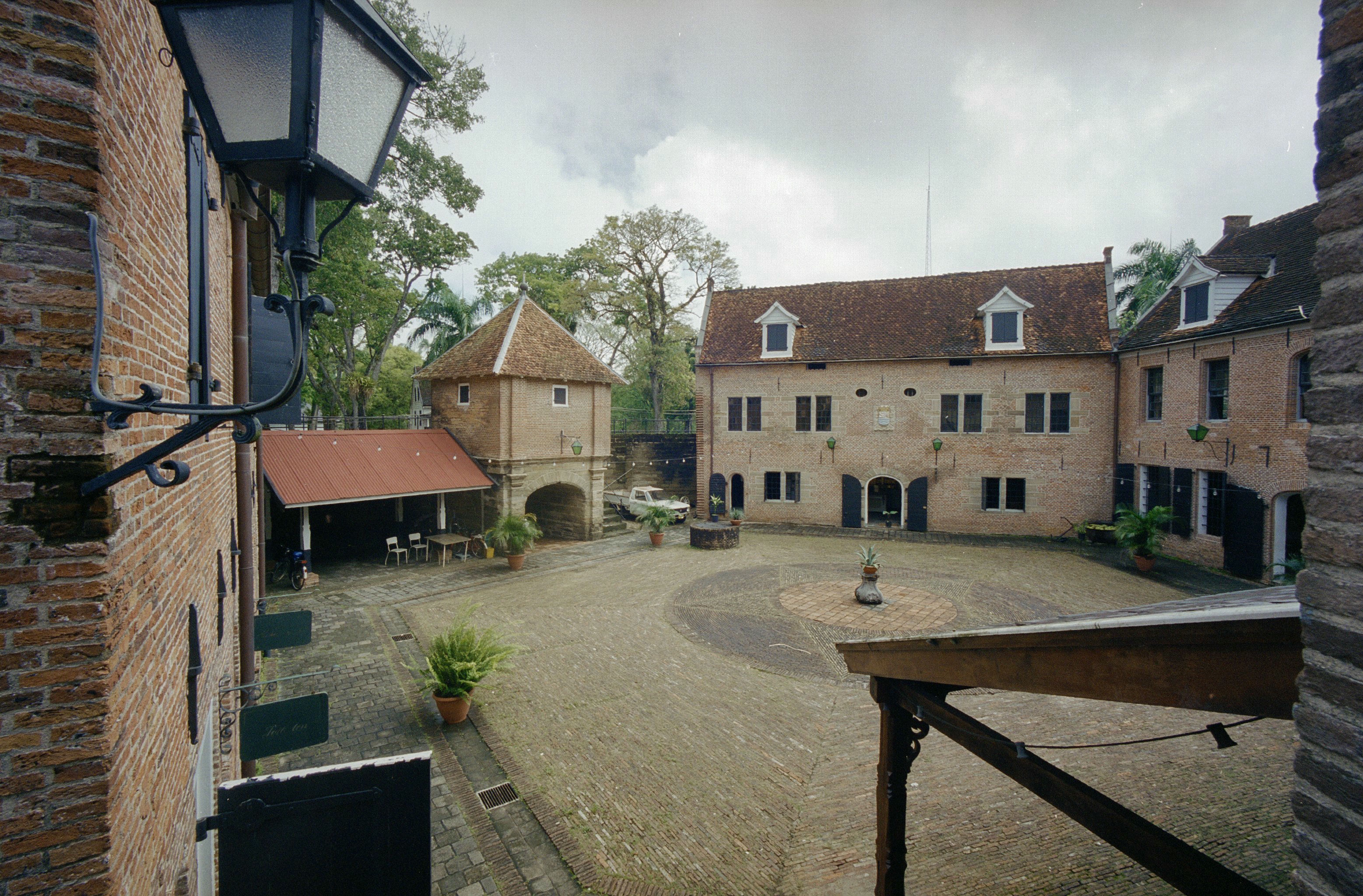
Binnenplaats Fort Zeelandia

Het militair regime in Suriname verwijst naar de periode van 1980 tot 1987 en kende nog een staart van Kerst 1990 tot mei 1991.
De militairen kwamen aan de macht toen de Groep van 16 op 25 februari 1980 de democratisch gekozen regering omverwierp, ook wel de Sergeantencoup genoemd. De  periode eindigde aanvankelijk met de verkiezingen van 1987 die de terugkeer naar de democratie in hadden moeten luiden met het kabinet-Shankar. Deze regering werd tijdens Kerst 1990 door het leger afgezet, ook wel de Telefooncoup genoemd. Het militaire regime eindigde na de verkiezingen van 1991 met het aantreden van het kabinet-Venetiaan I.
Tijdens het regime vonden de standrechtelijke Decembermoorden (1982) plaats, werd de media aangevallen met granaten, en begon de Binnenlandse Oorlog (1986-1992), met bloedbaden onder burgers in met name Moiwana (november 1986), Albina (december 1986), Tamanredjo (maart 1987), Atjoni (september 1987) en Apoera (1990).

## Geschiedenis

### Onrust in het land

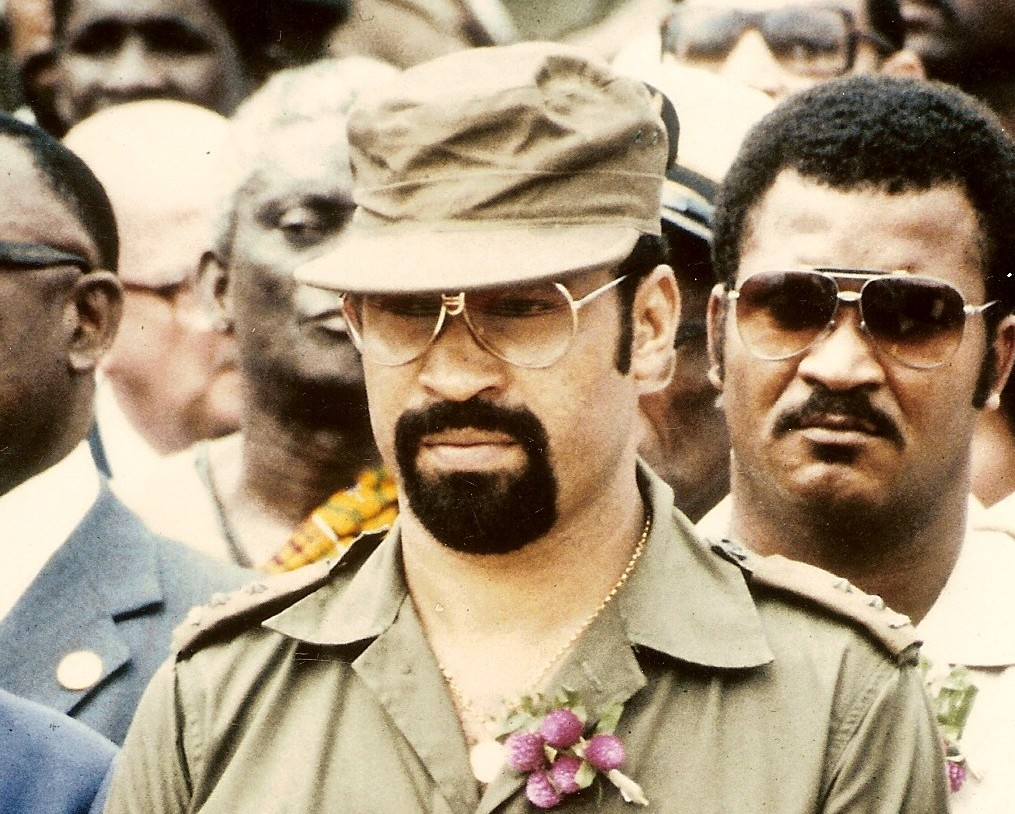
Legerleider Bouterse

Na de Surinaamse onafhankelijkheid (1975) was de desillusie onder veel Surinamers groot. Er was veel corruptie, geen goedlopende industrie en veel van de gemaakte beloften kwamen niet uit. Door de tegenvallende situatie in eigen land vertrokken alsnog duizenden Surinamers naar Nederland, wat voor het land een grote aderlating betekende. De jaren na de onafhankelijkheid werden gekenmerkt door politieke onenigheid. Er waren veel beschuldigingen – al of niet terecht – van corruptie over de regering Arron. In 1980 brak deze regering zijn belofte om nieuwe verkiezingen uit te schrijven.

### Plotseling aan de macht
Er waren conflicten met de vakbonden en er was onrust onder de jongere officieren van het nieuwe leger van de republiek. Vanaf 1978 organiseerden zij stakingen en radicale acties. Drie van hen waren opgepakt en voor de krijgsraad gesleept op beschuldiging van muiterij. Het vonnis zou in februari 1980 geveld worden. Toen sommige jonge officieren het verbod om een eigen vakbond op te richten negeerden, werden ze gevangen gezet op het politiebureau van Paramaribo. Zestien sergeanten weigerden zich hierbij neer te leggen en bevrijdden de gevangenen met gebruikmaking van zwaar geschut. Binnen korte tijd gaf de politie en vervolgens de nationale regering zich over en hadden de militairen plotseling de macht over het land. Desi Bouterse ontpopte zich als de leider van hen. Plannen voor een staatsgreep bestonden in Suriname al meer dan een jaar. Naast deze zestien sergeanten leefde dat bij Badrissein Sital en Chas Mijnals die gelieerd waren aan de Volkspartij en bij officieren die geleid werden door Soerinder Rambocus. In een verklaring van Bouterse aan Jozef Slagveer, een van de latere slachtoffers van de Decembermoorden, had hij samengewerkt met Sital, Mijnals, Laurens Neede en Roy Horb onder de dekmantel van een vakbond.
Uit de machtsstrijd tussen enerzijds president Ferrier en premier Chin A Sen en anderzijds de Nationale Militaire Raad, manoeuvreerde Desi Bouterse zich via de administratieve coup op 13 augustus 1980 naar het centrum van de macht. De leiding van de NMR liet hij oppakken. Na scherpe protesten vanwege de ongeloofwaardige beschuldigingen en de grote onrechtvaardigheid liet Bouterse ze in maart 1981 weer vrij, wat ook de deur opnieuw openzette voor links-radicale groeperingen. Ook was er een groeiende ergernis onder de bevolking over de beperkende maatregelen, zoals de avondklok en het vergaderverbod. De media werden niet gecensureerd maar wel geïntimideerd, met zelfcensuur tot gevolg.

#### Rol van kolonel Hans Valk
Een opmerkelijke rol speelde de kolonel Hans Valk die aan het hoofd stond van de Nederlandse militaire missie in Paramaribo. Tijdens zijn afscheidsreceptie verklaarde Bouterse: "Laat mij nu in dit gezelschap iets onthullen wat alleen u en ik weten, kolonel: zonder u zou de staatsgreep niet hebben plaatsgevonden. We zullen u hiervoor altijd dankbaar zijn." Valk reageerde hierop: "Zolang ik hoofd ben geweest van de missie, heeft de missie achter u en uw mensen gestaan. Indien u blijft handelen in de geest zoals ik het u geleerd heb, kunt u op mijn steun blijven rekenen. Voor immer." Het citaat werd overgeleverd door André Haakmat, minister en vicepremier in het kabinet-Chin A Sen I (1980-1981).
Terug in Nederland ontkende Valk dat hij betrokken zou zijn geweest bij de staatsgreep. Gesprekken met ontevreden militairen waren hem uitdrukkelijk verboden geweest door de Nederlandse ambassadeur, waardoor hij niet over die gesprekken had gerapporteerd. De journalisten Fons van Westerloo en Elma Verhey kwamen in een reeks artikelen in Vrij Nederland met de bewering dat Valk de blauwdruk van Operatie Zwarte Tulp uit begin jaren 1970 aan de coupplegers zou hebben overhandigd. Valk ontkende de beschuldigingen en ooit van het plan te hebben gehoord. Ellen de Vries, die diepgaand onderzoek verrichtte naar Valk, verweet de journalisten zich niet gehouden te hebben aan journalistieke basisprincipes. Rechter Bart Pronk concludeerde in een onderzoek voor de Tweede Kamer dat Valk niet betrokken zou zijn geweest bij de voorbereiding en uitvoering van de coup; wel zouden zijn uitlatingen er onbedoeld voor gezorgd hebben dat onderofficieren dachten dat de coup de steun van Nederland had.

### Vestiging van de dictatuur
Veel burgers reageerden aanvankelijk positief op de komst van de militairen en een deel zag de sergeanten zelfs als helden van wie ze verwachtten dat ze orde op zaken zouden stellen. De militairen verstevigden echter ook de greep op het land en schaften democratische verkiezingen af. Tegenspraak werd niet geduld en alle vormen van verzet werden de kop ingedrukt. Suriname was veranderd in een militaire dictatuur.
Op 25 maart 1982 werd Decreet A 9 afgekondigd en kreeg het Beleidscentrum, tot dan toe een parallel adviesorgaan van Bouterse, de hoogste bestuurlijke macht in handen. Het decreet vormde feitelijk de wettelijke grondslag voor de militaire dictatuur vanaf dat moment.
Van december 1983 tot januari 1984 vonden stakingen bij Billiton en Suralco plaats. Hoewel ze officieel gericht waren tegen de belastingverhogingen, was het in de praktijk ook een protest tegen de militaire dictatuur.

### Van staatsgreep naar revolutionaire taal
Radicaal-linkse partijen die tijdens de democratie geen zetel in de Staten hadden kunnen krijgen, zagen hun weg vrij om via de militairen hun idealen te verwezenlijken. Iwan Krolis (PALU) en Rubin Lie Pauw Sam (Volkspartij) verwierven een plek in de Adviesraad. De Volkspartij was verdeeld over de samenwerking met de militairen, waarna de afsplitsing als Revolutionaire Volkspartij (RVP) de onvoorwaardelijke samenwerkingspartner werd. Op 1 mei 1981 kwam Krolis met het Manifest van de Revolutie, waarin de militairen werden geprezen als dappere zonen vergelijkbaar met Boni en Jolicoeur. Harvey Naarendorp werd minister van Buitenlandse Zaken en Justitie en bond diplomatieke betrekkingen met Cuba aan. RVP-aanhangers hadden daarna veelvuldig contact met Cubaanse missies en kwamen met een document voor de inrichting van volkscomités. Het document repte over een revolutie die niet had plaatsgevonden en schetste een voor velen onwerkelijk wereldbeeld.
Als gevolg verloor Bouterse steun onder het volk, maar ook in het leger. Op 11 maart 1982 mislukte de Rambocuscoup maar nipt. Medepleger Wilfred Hawker, eerder lid van de Groep van 16, werd standrechtelijk geëxecuteerd. Hetzelfde lot wachtte Soerinder Rambocus negen maanden later zelf tijdens de Decembermoorden, evenals zijn advocaten Harold Riedewald, Eddy Hoost, Kenneth Gonçalves en John Baboeram.
De onafhankelijke vakbonden werden door radicaal-links gezien als een bedreiging voor de vermeende revolutie. Zo werd een protestblokkade in Nickerie voor betere rijstprijzen beantwoord met de arrestatie van verschillende bestuurders van de Federatie van Arme Landbouwers (FAL). Het kantoor van de Moederbond, ooit net als C-47 lid van de RVP, werd in september 1982 bezet door de inmiddels bewapende volksmilitie. Critici van het militaire regime werden betiteld als contrarevolutionaire wormen. De staatsmedia werden voor revolutionaire propaganda ingezet.

### De Staten van Suriname en de president
De Staten van Suriname, het gekozen parlement, werd snel door de nieuwe machthebbers buiten werking gesteld. Vijf jaar lang was er geheel geen volksvertegenwoordiging, tot in 1985 de leden van De Nationale Assemblée (DNA) door Bouterse benoemd werden.
President Johan Ferrier bleef nog een half jaar aan in de hoop het land weer in grondwettelijke banen terug te kunnen leiden. Toen de grondwet opgeschort werd, besloot hij naar Nederland te vertrekken en werd Henk Chin A Sen door het Hof van Justitie beëdigd als president van de militaire regering.

### Maurice Bishop van Grenada
In mei 1981 knoopte Suriname diplomatieke relaties met Cuba aan. Iván César Martínez Montalvo, die in naburig Guyana resideerde, bood zijn geloofsbrieven als ambassadeur aan president Chin A Sen aan. Ook met andere revolutionaire regimes in de regio, zoals de Caraïbische eilandstaat Grenada, ontstonden hartelijk betrekkingen.
In oktober 1982 bracht Maurice Bishop, de premier van Grenada, een bezoek aan Bouterse. Bij zijn aankomst werden beide leiders getrakteerd op een grote protestdemonstratie die door de vakbonden was georganiseerd, waardoor zij zich ernstig beledigd voelden. De volgende uitspraak die Bishop tijdens zijn bezoek maakte, wordt wel de inspiratie voor Bouterse genoemd voor de Decembermoorden: "Je zal de krachten die niet voor je zijn moeten elimineren, anders zullen ze jou elimineren." Over Cyrill Daal, de leider van de grootste vakbond en een van de vijftien dodelijke slachtoffers, zei Bouterse in deze dagen: "Meneer Daal heeft mij de rekening gepresenteerd, ik zal hem contant betalen!"

### Decembermoorden

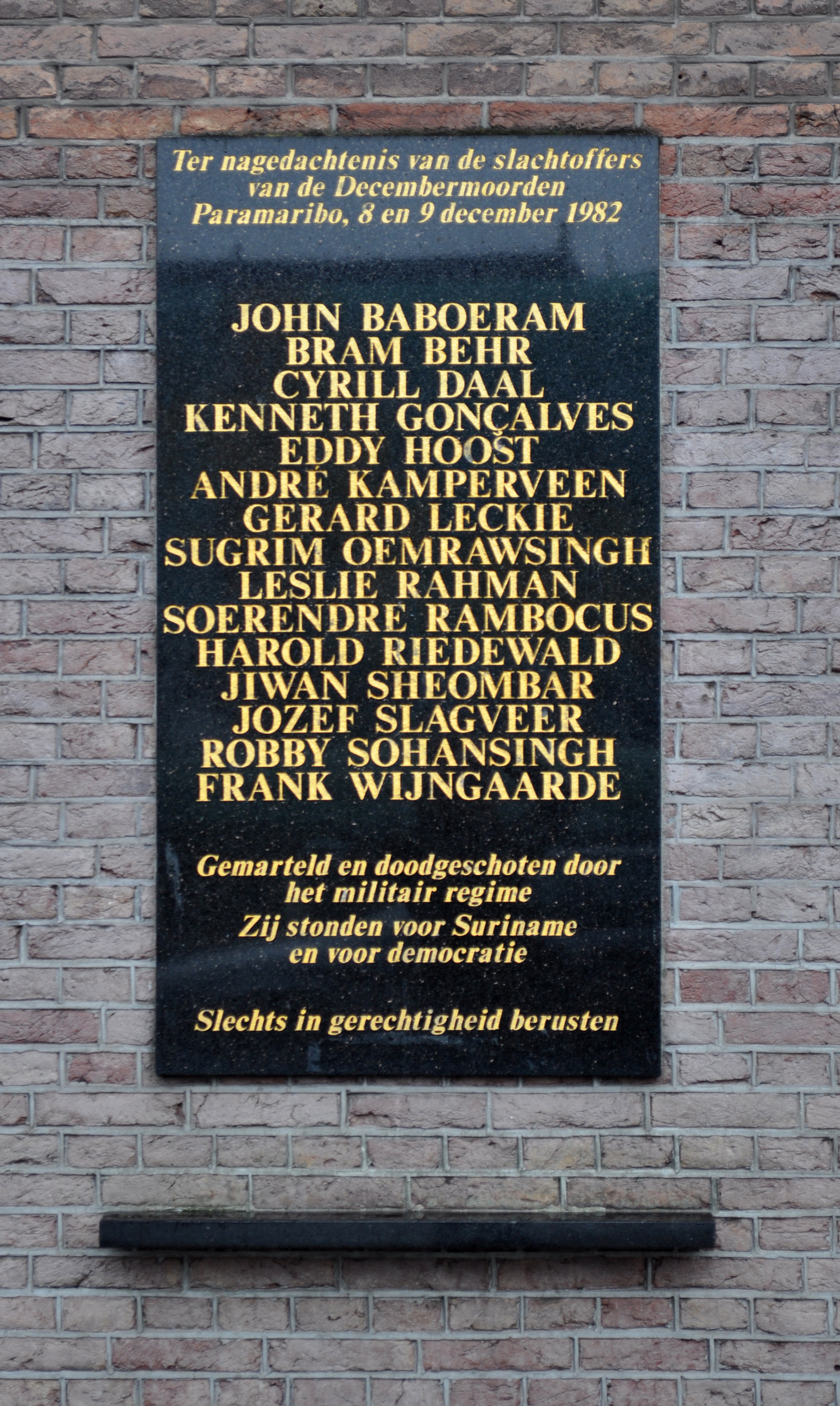
Het 8 Decembermonument in Amsterdam

In december 1982 brachten de militairen zestien ideologische tegenstanders naar Fort Zeelandia. In de twee nachten vanaf 7 december vermoorden zij vijftien van hen. Voor zijn rol werd Desi Bouterse op 20 december 2023 in hoger beroep veroordeeld tot twintig jaar gevangenisstraf.

### Internationale reacties
De Decembermoorden brachten een schok teweeg, niet alleen in Suriname maar ook erbuiten. Nederland en de Verenigde Staten reageerden met de opschorting van de ontwikkelingshulp, waarna de Surinaamse economie instortte. Ook staakte de Nederlandse defensie alle ondersteuning van de Surinaamse Krijgsmacht (SKM). Tot dan toe leverde Nederland de wapens een betaalde ook de salarissen van het militaire personeel. Hiermee werden de militairen direct geraakt, die tot die tijd een riant inkomen hadden gehad en daar ook naar leefden. Een kapitein verdiende in die tijd bijvoorbeeld evenveel als een Surinaamse minister. Om de financiële huishouding weer op orde te brengen, zocht het militaire regime financiering bij internationale instellingen, zoals de Inter-Amerikaanse Ontwikkelingsbank, maar zonder resultaat.
De nieuwe warme betrekkingen van Suriname met Cuba en Grenada waren president Reagan van de Verenigde Staten een doorn in het oog. Na afloop van de Vietnamoorlog en de revolutie in Iran was het imago van de VS in de wereld veranderd en Reagan vreesde dat meer landen in het Westelijk Halfrond een anti-Amerikaanse houding zouden aannemen, al of niet met steun van de Sovjet-Unie. In maart 1983 correspondeerde hij in dit verband over Suriname met president João Figueiredo van Brazilië, een maand later stuurde Washington Nationaal Veiligheidsadviseur William P. Clark voor overleg naar Venezuela en Brazilië. Brazilië haakte hierop in en ook door andere acties kwam Suriname verder onder druk te staan:
- Banden met Grenada (Maurice Bishop): In oktober 1982 was de invloed van Bishop op Bouterse nog groot.[10] Twaalf maanden later werd Bishop na een tegencoup afgezet en vermoord. De Verenigde Staten sprongen in de impasse en herstelden de democratie in Grenada.[15]
- Banden met Cuba (Fidel Castro): Cuba stationeerde in mei 1981 zijn eerste ambassadeur in Paramaribo[9] en bouwde er zijn grootste missie in het buitenland op. De Amerikaanse druk op Cuba was ook voelbaar voor Bouterse, en werd versterkt door de machtswisseling in Grenada en de diplomatieke inval door Brazilië in april 1983. In oktober 1983 liet Bouterse de Cubaanse ambassade drastisch inkrimpen en wees hij de meeste Cubanen het land uit.[16][17][3]
- Banden met Libië (Moammar Ghadaffi): Sinds begin 1983 toonde Libië zich bereid om tegen een gunstige prijs olie te leveren in ruil voor rijst uit Suriname.[18] Tot 1987 bleef er contact en werden er contracten afgesloten,[19][20][21] ondanks het Amerikaanse bombardement in Tripoli van 15 april 1986.[22][23][24][25]

### Aanvang cocaïnetransporten
Om de geldtekorten te boven te komen, begonnen de militairen met de drugshandel en ontstonden er contacten met Colombiaanse drugskartels. Niets gebeurde er toen in Suriname zonder medeweten van de Nationale Militaire Raad en Bouterse als sterke man. Een van de betrokken militairen was Ruben Rozendaal die persoonlijk toekeek op de aanleg van zo'n tien landingsbanen." De opkomst van de drugshandel viel op bij diplomaten, vanwege zich verrijkende militairen en geheimzinnige vliegtuigjes in het binnenland. Eind 1984 meldde de informant Dick Stotijn dat de Colombiaan Don Michel tien miljard dollar in Suriname wilde investeren voor de opzet van een complete cocaïnebusiness. Deze werd ook gebouwd en later verplaatst. Met inlichtingen van Sotijn werd Boerenveen later in Miami in de val gelokt en berecht.
In 1986 zette het Nationale Leger een zogenaamde geldzuivering op en waren burgers verplicht om biljetten binnen drie dagen in de stad om te wisselen. Ver van de stad, raakten de binnenlandsbewoners en het Junglecommando in financiële problemen, omdat het geld in één klap waardeloos was geworden. Een uitweg werd gevonden in de professionalisering van de goudwinning en raakte ook Ronnie Brunswijk betrokken bij de internationale drugshandel.

### Binnenlandse Oorlog

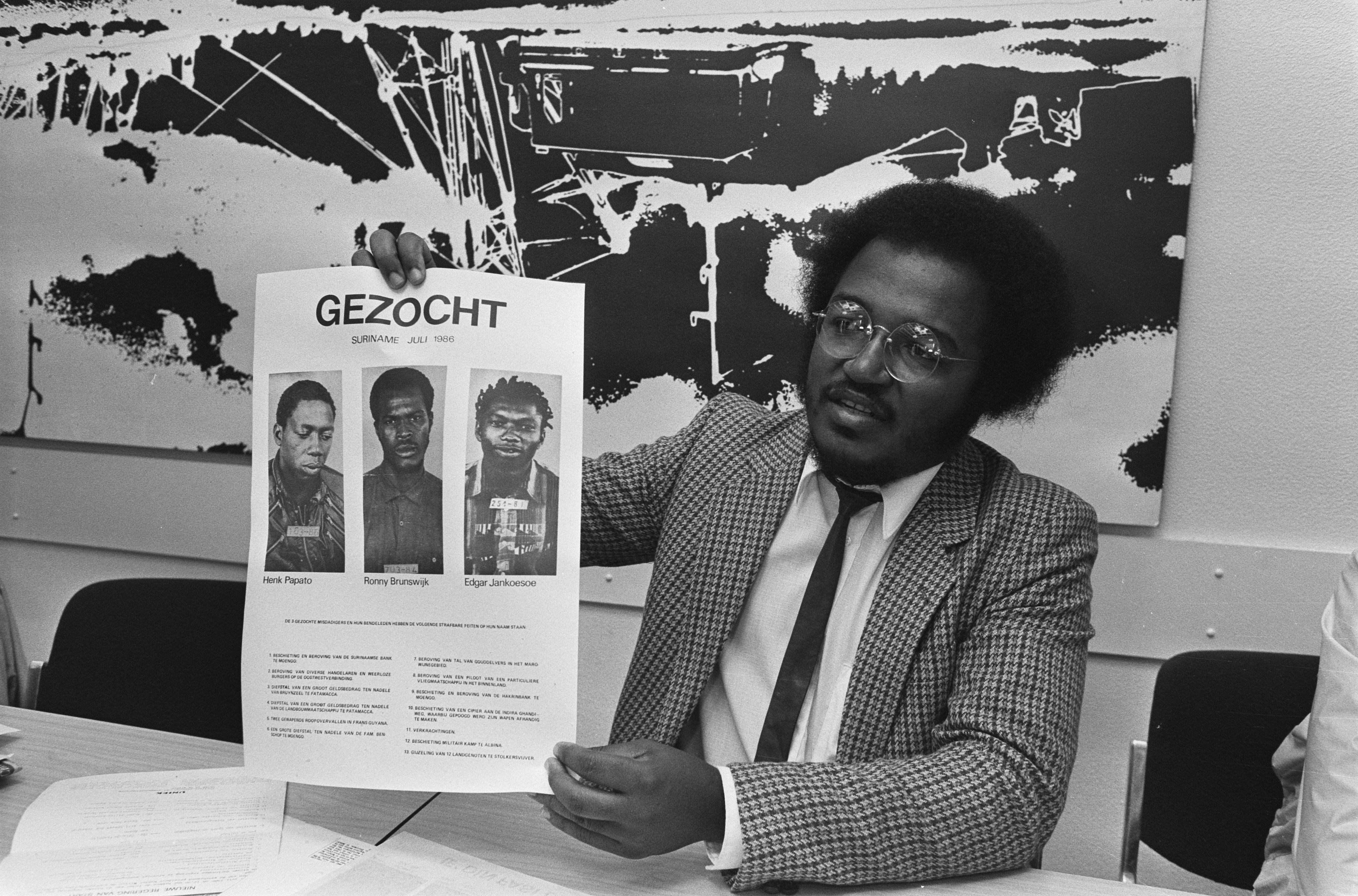
Jacht op Junglecommando's, juli 1986

In 1986 aarde de situatie in Suriname uit tot de Binnenlandse Oorlog (1986-1992), een guerrillaoorlog waarin het Junglecommando onder leiding van Ronnie Brunswijk streed tegen het Nationale Leger. Volgens een interview in Het Parool in november 1986 zou Brunswijk niet langer meer als lijfwacht voor Bouterse hebben willen werken, vanwege niet nagekomen beloftes aan het volk. De oorlog ging echter niet alleen om het volk en de controle van het land, maar ook om de controle over de cocaïnehandel. Later, in 2000, werden beide krijgsmannen in Nederland bij verstek in hoger beroep veroordeeld tot gevangenisstraf voor drugshandel: Bouterse tot elf jaar en Brunswijk tot zes jaar.
De oorlog speelde zich af in het oosten van Suriname, in de woongebieden van de marrons en de inheemsen, en was het hevigst van 1986 tot 1989. Vele duizenden inwoners vluchtten naar Frans-Guyana en Paramaribo. Er werden bloedbaden onder de burgerbevolking aangericht in met name Moiwana (november 1986), Albina (december 1986), Pokigron (september 1987) en Apoera (1990). Pokigron werd in april 1989 door het Junglecommando platgebrand.

#### Amnestiewet
Snel na de coup werd een Amnestiewet aangenomen die de militairen moest beschermen tegen juridische vervolging.
Aan het eind van de Binnenlandse Oorlog werd een nieuwe Amnestiewet overeengekomen waarmee amnestie werd verleend aan plegers van strafbare feiten in de periode van 1 januari 1985 tot 19 augustus 1992.
Terwijl het proces rondom de Decembermoorden in 2012 al was begonnen, met Bouterse als hoofdverdachte, werd in april 2012 in De Nationale Assemblée een verruiming van de Amnestiewet aangenomen, waarbij de begindatum werd verplaatst naar 1 april 1980, zodat ook de standrechtelijke executies van december 1982 straffeloos zouden worden. De Krijgsraad oordeelde echter in juni 2016 dat wetswijzigingen geen invloed hebben op lopende processen. Later die maand wilde Bouterse de zaak laten eindigen op grond van een gevaar dat ervan uit zou gaan voor de staatsveiligheid. Ook dit verweer legde de Krijgsraad naast zich neer. Op 20 december 2023 werd Bouterse in hoger beroep veroordeeld tot twintig jaar gevangenisstraf.

### Terugkeer naar de democratie
De  verkiezingen van 1987 brachten het kabinet-Shankar voort en luidden de terugkeer in naar de democratie. De regering was echter kwetsbaar en het leger bleef op de achtergrond een machtsfactor. Dit bleek te meer tijdens Kerst 1990, toen de regering door het leger werd afgezet door middel van de Telefooncoup. Hierna volgden de verkiezingen van 1991 en het aantreden van het kabinet-Venetiaan I. Ook daarna was de dreiging van het leger nog jarenlang niet geheel verdwenen.

## Kabinetten
Tijdens het militaire regime was er gemiddeld elk jaar een nieuw kabinet. Bij elkaar zijn er acht kabinetten geweest. Tijdens latere regeringen van de NDP, de partij die Bouterse in 1987 oprichtte, was een vergelijkbare regeerstijl te zien met vele kabinetsherschikkingen tijdens het kabinet-Wijdenbosch II en zogenoemde reshufflings tijdens de kabinetten Desi Bouterse.
| Kabinet       | President          | Premier             | Periode   |
| ------------- | ------------------ | ------------------- | --------- |
| Chin A Sen I  | Henk Chin A Sen    | Henk Chin A Sen     | 1980-1981 |
| Chin A Sen II | Henk Chin A Sen    | Henk Chin A Sen     | 1981-1982 |
| Neijhorst     | Fred Ramdat Misier | Henry Neijhorst     | 1982-1983 |
| Alibux        | Fred Ramdat Misier | Errol Alibux        | 1983-1984 |
| Udenhout I    | Fred Ramdat Misier | Wim Udenhout        | 1984-1985 |
| Udenhout II   | Fred Ramdat Misier | Wim Udenhout        | 1985-1986 |
| Radhakishun   | Fred Ramdat Misier | Pretaap Radhakishun | 1986-1987 |
| Wijdenbosch I | Fred Ramdat Misier | Jules Wijdenbosch   | 1987-1988 |
|               |                    |                     |           |
| Shankar       | Ramsewak Shankar   | Henck Arron         | 1990-1991 |

## Economie
| Jaar             | bbp per inwoner in USD |
| ---------------- | ---------------------- |
| 1975             | 1.296                  |
| 1980             | 2.211                  |
| 1981             | 2.468                  |
| 1982             | 2.535                  |
| 1983             | 2.439                  |
| 1984             | 2.368                  |
| 1985             | 2.368                  |
| 1986             | 2.382                  |
| 1987             | 2.572                  |
| 1988             | 2.986                  |
| 1989             | 1.366                  |
| 1990             | 959                    |
| bron: Wereldbank |                        |

Na een economische groei in de jaren rondom de Surinaamse onafhankelijkheid (1975) stagneerde de economie van Suriname tijdens het militaire regime. Dit veranderde nadat het leger de Decembermoorden had voltrokken. Nederland en de Verenigde Staten, die tot dan toe de relatie met Suriname niet hadden bekoeld, stopten meteen met de ontwikkelingshulp. Het militaire regime probeerde hierna om vervangende financiering te krijgen bij internationale instellingen, zoals de Inter-Amerikaanse Ontwikkelingsbank (IDB), maar slaagde daar niet in.
Daarnaast zakte in 1982 de prijs voor aluminiumoxide (aluinaarde) in, waardoor de inkomsten uit bauxiet binnen vijf jaar daalden van 27% tot 3%. Tijdens het militaire regime was er gebrek aan veel artikelen, variërend van graan tot toiletpapier. Doordat de Centrale Bank van Suriname (CBvS) onder leiding van Henk Goedschalk monetair financierde, oftewel geld bijdrukte om het begrotingstekort weg te werken, steeg de inflatie in Suriname naar 53% in 1987.
De terugkeer naar de democratie bezorgde in 1987 geen direct herstel van de economie. Daarvoor hadden de aanslagen op bruggen, elektriciteitscentrales en fabrieken te veel schade aangericht. Het herstel liet daardoor nog meerdere jaren op zich wachten en kwam goed op dreef met het aantreden van André Telting als governor van de Centrale Bank van Suriname, eerst in maart 1994 en opnieuw in 2000.

## Monumenten
Het militaire regime richtte vier monumenten ter ere van zijn staatsgreep van 1980 op.
- Monument van de Revolutie in Paramaribo
- De Historische Strijd in Nieuw-Amsterdam
- Bevrijdingsmonument in Groningen
- Gedenkteken van de Revolutie in Totness

Later werden nog de volgende monumenten opgericht die herinneren aan het militaire regime en de Binnenlandse Oorlog:
- Monument ter nagedachtenis aan slachtoffers van schending van mensenrechten vanaf 25 februari 1980, Paramaribo[36]
- Monument Gesneuvelde Militairen en Burgers Binnenlandse Oorlog, Paramaribo[36]
- Monument voor Gesneuvelde Militairen 1986-1992, Paramaribo[36]
- Moiwana-monument, Moiwana[37]